# Tam Tam (singolo)
Tam Tam è un singolo della cantante italiana Arisa, pubblicato il 14 giugno 2019 come terzo estratto dal sesto album in studio Una nuova Rosalba in città.

## Descrizione
Il brano è stato scritto dal cantautore britannico Shridhar Solanki, autore della musica e da Gianluca De Rubertis che invece ha firmato il testo.
A proposito del singolo, l'artista ha dichiarato:

## Video musicale
Il videoclip, diretto da Andrea Losa e Lorenzo Silvestri, è stato pubblicato il 1º luglio 2019 sul canale Vevo-YouTube della cantante.

## Tracce
Download digitale
1. Tam Tam – 3:07 (Gianluca De Rubertis, Shridhar Solanki)